# Chroodiscus lamelliferus
Chroodiscus lamelliferus är en lavart som beskrevs av Kantvilas & Vezda 2000. Chroodiscus lamelliferus ingår i släktet Chroodiscus och familjen Thelotremataceae.   Inga underarter finns listade i Catalogue of Life.